# Як-7
Як-7 — советский одномоторный истребитель времён Великой Отечественной войны. 
Был разработан на заводе № 301 вскоре после начала войны, по инициативе находившейся на этом заводе для помощи в освоении самолёта Як-7УТИ бригады ОКБ А. С. Яковлева во главе с ведущим инженером К. В. Синельщиковым, на базе учебно-тренировочного Як-7УТИ. 
Было установлено полноценное вооружение: одна пушка ШВАК с боезапасом 120 снарядов, два синхронных пулемета ШКАС с боезапасом 1500 патронов и подвески для шести ракетных орудий (по три под каждой консолью крыла) под реактивные снаряды РС-82, установлена бронеспинка, снят фотокинопулемёт, непротектированные бензобаки заменены протектированными.
Было демонтировано оборудование и управление из кабины инструктора (задней), после чего она могла быть использована для переброски техсостава и грузов при перебазировании частей, доставки лётчиков с мест вынужденной посадки, размещения дополнительного бензобака, фотооборудования, бомб и для других целей.
Производился Як-7 с декабря 1941 года (21 самолет), всего же было собрано 6399 машин 18 различных модификаций, включая учебные. 
К концу 1942 года стал усиленными темпами заменяться на более совершенный Як-9, ставший впоследствии самым массовым советским истребителем Великой Отечественной войны.

## Модификации

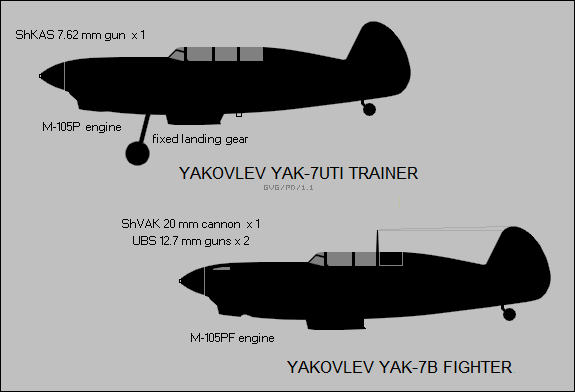

За время производства было разработано 18 различных модификаций истребителя, десять из которых пошли в серийное производство.
УТИ-26-I — первый прототип учебно-тренировочного самолета, с двухместной кабиной и двойным управлением. Первый полет 1.07.1940 года.
УТИ-26-II — второй прототип с измененным размером стабилизатора и рулей высоты, новым шасси. Первый полет 16.09.1940 года.
Як-7УТИ — серийный учебно-тренировочный. Первый полет 18.05.1941 года. На заводе в Химках выпущено 186 самолетов.
Як-7 — серийный истребитель. На заводе в Новосибирске в декабре 1941 года изготовлены первые 21 самолет.
Як-7А — доработка Як-7: фанерный колпак вместо фонаря второй кабины, внедрена система нейтрального газа в топливных баках, установлена новая радиостанция. Разработан в начале 1942 года. Изготовлено 277 шт. на заводе в Новосибирске, январь — май 1942 года.
Як-7Б — модернизированный Як-7 с двигателем М-105ПА,  и доработанными элементами конструкции., усиленное вооружение (замена пулеметов ШКАС на два 12,7 мм пулемета УБС), убирающееся хвостовое шасси, а с июня 1942 г. установка двигателя М-105ПФ (1180 л. с., скорость самолета достигла 514 км/ч у земли) плюс различные улучшения к октябрю 1943 г. позволили добиться увеличения скорости до 532 км/ч у земли. На заводах в Новосибирске и в  Москве было выпущено 5120 шт., май 1942 — декабрь 1943 года.
Як-7В (вывозной) — учебно-тренировочный вариант Як-7, часть самолетов переделана из истребителя Як-7Б путём снятия вооружения. На заводе в Новосибирске  было изготовлено (май 1942 — декабрь 1943) 597 шт.
Як-7-37 — установка 1 х 37-мм пушки МПШ-37 и 2 х УБС, изменено положение кабины, установлены автоматические предкрылки и хвостовое колесо большего диаметра. Изготовлено 22 шт., август 1942 года.
Як-7М - опытный вариант истребителя с вооружением из трёх пушек. Был изготовлен на Саратовском авиационном заводе. Прошел испытания в декабре 1941 года. Серийно не строился.
Як-7-М-82 — опытный, под двигатель воздушного охлаждения М-82 А. Швецова, мощностью 1700 л.с. Первый полёт в феврале 1942 года. На  высоте 6400 м развил скорость 615 км/ч.
Як-7Б МПВО — истребитель  для авиации противовоздушной обороны, с радиокомпасом и посадочной фарой.
Як-7Д — опытный дальний истребитель-разведчик с увеличенным запасом топлива. Изготовлен в 1942 году.
Як-7ДИ — дальний истребитель. Прототип Як-9. Металлические лонжероны крыла, увеличенный запас топлива. Вооружение одна пушка и один пулемет. Первый полет в июне 1942 года.
Як-7ПД — опытный высотный с двигателем М-105ПД, мощностью 1160л.с. Вооружение одна пушка. Изготовлен летом 1942 года.
Як-7Р — проект реактивного Як-7 с двумя дополнительными прямоточными воздушно-реактивными двигателями (ПВРД) под крылом самолета и одним жидкостным ракетным двигателем (ЖРД) в хвостовой части фюзеляжа. Разрабатывался в 1942 году; проект не реализован из-за отсутствия надежно работающих ПВРД.
ЯК-7Л — опытный с ламинарным профилем крыла. Изготовлен летом 1944 года в одном экземпляре.
Як-7У — двухместный учебно-тренировочный самолет на базе Як-7Б. На АРЗ в Ростове на Дону в 1944 году было организовано переоборудование снимаемых с вооружения истребителей Як-7Б в учебно-тренировочный вариант. Переоборудование включало в себя установку второй кабины и монтажа двойного управления.
Як-7П — пушечный, модификация серийного Як-7Б. Устанавливались две дополнительные пушки вместо пулемётов. Испытания проводились в НИИ ВВС в декабре 1943 года. Серийно трехпушечный Як-7П не изготавливался.
Як-7 с гермокабиной — экспериментальный самолет для испытания новой гермокабины вентиляторного типа. Испытания в мае 1944 года. Конструкция гермокабины была признана неудачной и не была рекомендована к серийному производству.

## Производство
| Заводы              | 1941 год | 1942 год | 1943 год | 1944 год | Всего |
| ------------------- | -------- | -------- | -------- | -------- | ----- |
| № 301 (Химки)       | 186*     |          |          |          | 186   |
| № 153 (Новосибирск) | 21       | 2211     | 2656     |          | 4888  |
| № 82 (Москва)       |          | 215      | 640      | 465      | 1320  |
| № 21 (Горький)      |          | 5        |          |          | 5     |
| Всего               | 207      | 2431     | 3296     | 465      | 6399  |

*Як-7УТИ (УТИ-26)

## Технические данные Як-7
- Экипаж: 1 чел.
- Максимальная взлетная масса: 3010 кг
- Размеры: длина х размах крыла: 8,48×10,0 м
- Силовая установка: колич. двиг. х мощность: 1 (М-105ПФ) х 1180 л. с.
- Максимальная скорость полета на высоте 3860 м.: 588 км/ч
- Скороподьемность (средняя): 14,4 м/с

- Практический потолок: 9900 м
- Дальность полета: 820 км
- Вооружение: 1 х 20-мм пушка ШВАК, 2 х 12,7-мм пулемёта БС
- Максимальная бомбовая нагрузка: 200 кг бомб или 6 РС-82